# 魏瑟克山
47°09′46″N 13°23′38″E / 47.16278°N 13.39389°E

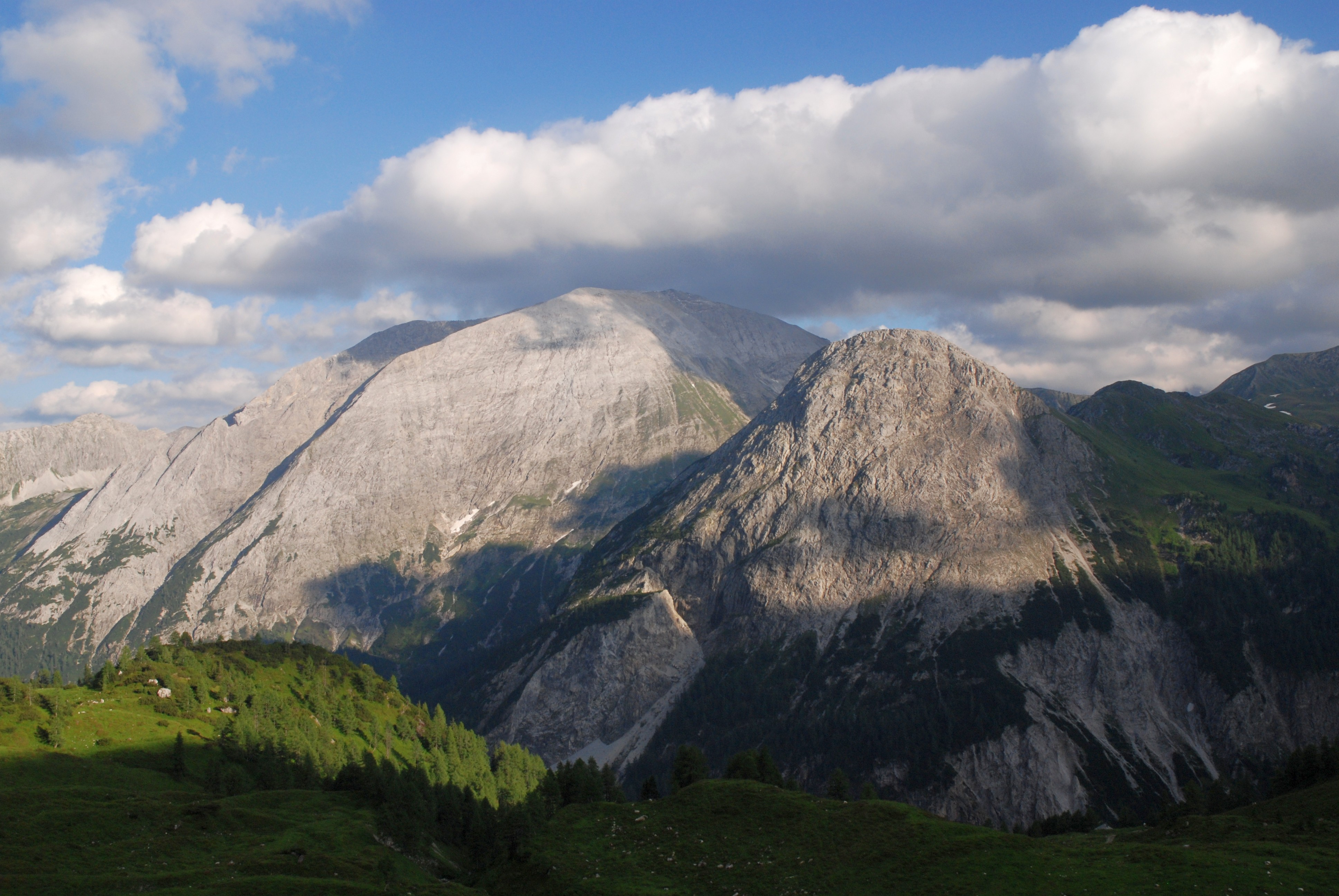

魏瑟克山（德語：Weißeck），是奧地利的山峰，位於該國中部，由薩爾茨堡州負責管轄，屬於拉德施塔特陶恩山脈的一部分，海拔高度2,711米，每年平均降雨量2,176毫米。